# Безифлоксацин
Безифлоксацин — синтетичний антибіотик з групи фторхінолонів IV покоління. Безифлоксацин випускається у вигляді гідрохлориду. Безифлоксацин розроблений японською компанією «SSP Co. Ltd.», та початково мав кодову назву SS734. Японська компанія передала права на препарат у США та Європейському Союзі компанії «InSite Vision Incorporated» у 2000 році. «InSite Vision» розробила форму препарату у вигляді очних крапель (ISV-403), та після проведення попередніх клінічних досліджень продала права на препарат компанії «Bausch & Lomb» у 2003 році.
Безифлоксацин у вигляді очних крапель дозволений FDA до застосування у США від 29 травня 2009 року під торговою маркою «Безіванс».

### Фармакодинаміка
Безифлоксацин є фторхінолоном, який є активним in vitro проти великої кількості як грамнегативних, так і грампозитивних збудників захворювань очного яблука та його придатків, у тому числі Corynebacterium pseudodiphtheriticum, Moraxella lacunata, Staphylococcus aureus, Staphylococcus epidermidis, Staphylococcus hominis, Streptococcus mitis, Streptococcus oralis, Streptococcus pneumoniae та Streptococcus salivarius. У дослідженнях доведено, що безифлоксацин in vitro інгібує вироблення прозапальних цитокінів Механізм дії препарату полягає у порушенні синтезу ДНК в бактеріальних клітинах, що виникає внаслідок блокування двох життєво важливих ферментів бактерій — ДНК-гірази та топоізомерази.

## Застосування
Безифлоксацин застосовується для лікування бактеріального кон'юнктивіту, викликаного чутливими до препарату збудниками, а також для профілактики інфекційних ускладнень після оперативного лікування або лазеротерапії катаракти.

## Побічна дія
Серед найчастіших місцевих побічних ефектів безифлоксацину є гіперемія кон'юнктиви, яка спостерігається у 2 % випадків застосування препарату. Іншими можливими побічними ефектами безифлоксацину є біль у оці, свербіж у оці, розпливчатість зору, набряки повік або відчуття набряклості очей.